# 119 a.C.
Il 119 a.C. (CXIX a.C. in numeri romani) è un anno  del II secolo a.C.

## Eventi
- Lucio Aurelio Cotta, Lucio Cecilio Metello Dalmatico diventano consoli della Repubblica romana.
- L'imperatore cinese Han Wudi istituisce il monopolio di Stato del ferro, degli alcolici e del sale.
- Zhang Qian riparte in missione per stringere legami cogli Wusun.

## Morti
- Li Guang, militare e generale cinese